# José Lepere
José Lepere (Longchamps, 9 de enero de 1976) es un político argentino. Fue Secretario de Interior del Ministerio de Interior de la Nación desde el 10 de diciembre del 2019 hasta diciembre del 2023.

## Biografía
José Lepere nació en Longchamps, el 9 de enero de 1976. De familia peronista comenzó a militar desde joven en su distrito.
En plena crisis del 2001 inauguró junto a otros jóvenes el Centro de Participación Comunitaria “Del Suburbio” en Longchamps,  donde brindaron clases de apoyo escolar, talleres culturales y otras actividades sociales. También implementaron emprendimientos productivos que representaron una salida laboral para vecinas y vecinos del distrito que se vieron afectados por los altos niveles de desocupación y pobreza que padeció el país. 
Militante de la agrupación La Cámpora es uno de los referentes del kirchnerismo de Almirante Brown.

### Educación
Se graduó de Licenciado en Comunicación Social en la Universidad Nacional de Lomas de Zamora  donde ejerció la docencia universitaria. Es Magíster en Administración y Políticas Públicas por la Universidad de San Andrés.

## Carrera política
Fue Subsecretario General en el 2015 durante la presidencia de Cristina Fernández de Kirchner.
Del 2015 al 2019 presidió el bloque de concejales del Frente para la Victoria en el Concejo Deliberante de Almirante Brown. 
Durante el 2014 se desempeñó como prosecretario de Coordinación Operativa del Senado de la Nación. 
En las elecciones nacionales del 2019 fue candidato del Frente de Todos a senador provincial por la tercera sección electoral.
En 2019 asumió como Secretario de Interior de la Nación en la gestión de Eduardo "Wado" de Pedro en el Ministerio Interior de la Nación, cargo que ocupó hasta el 10 de diciembre del 2023.